# V'Lille
V'lille est le système de vélos en libre-service de la métropole lilloise, inauguré le 16 septembre 2011. Au 1er janvier 2024, il compte 2 600 vélos répartis sur 260 stations, ce qui en fait un des éléments phares du système vélo de la métropole lilloise, qui compte environ 1 000 km de pistes et voies cyclables.
V'Lille est géré par Cykleo, filiale de Keolis, dans le cadre de la délégation de service public d'Ilévia.

## Histoire

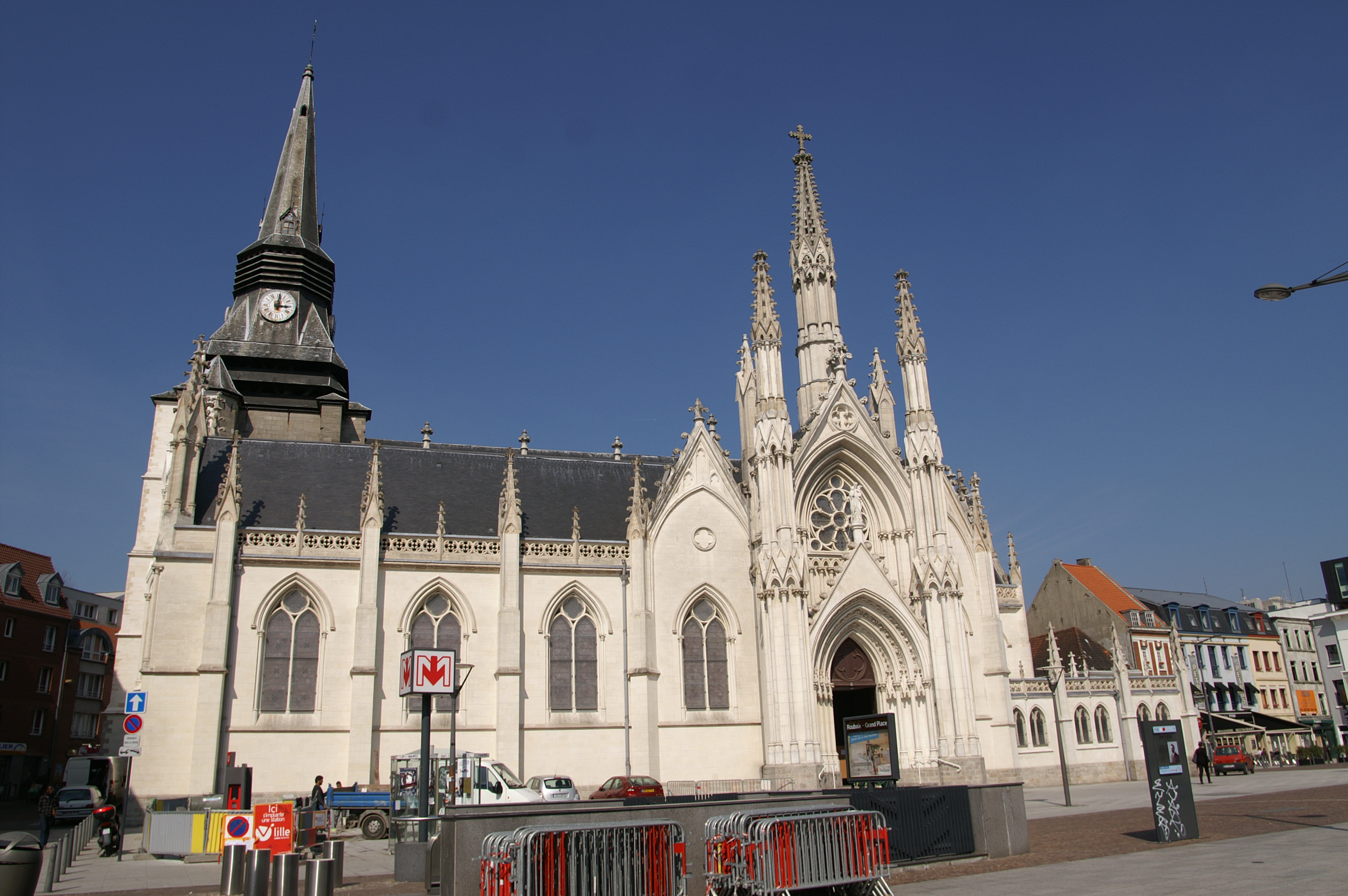
Installation d'une station de V'Lille près de l'église Saint-Martin de Roubaix.

D'abord appelé « Vélille », le projet fut présenté par Martine Aubry le 6 décembre 2010. Les travaux d'implantation des stations ont démarré le 4 mai 2011. La première station de vélo a été implantée au niveau de la station de métro Marbrerie.
Lors de son inauguration, le 16 septembre 2011, environ 850 vélos sur 84 stations en libre-service et 3 000 vélos en location longue durée étaient disponibles. Le 30 octobre 2011, l'ensemble du dispositif prévu pour la première phase du système, soit 1 100 vélos sur 110 stations, est en service. Quelques stations sont également implantées dans les communes de La Madeleine et Mons-en-Barœul.
Au cours de l'année 2012, V'lille poursuit son déploiement en dehors de Lille : de nouvelles stations sont mises en service à Villeneuve-d'Ascq (en avril 2012), Croix et Roubaix (en mai 2012), Tourcoing (annoncé pour le 28 juin 2012), Lambersart et Lomme (annoncé pour juillet 2012) et Wattrelos (annoncé pour septembre 2012). Le nombre de vélos en libre-service atteindra alors 2 100.
En parallèle existait un service de location longue durée. Le 1er avril 2018, celui-ci est abandonné faute d'un nombre suffisant de clients. La MEL annonce au même moment un redéploiement de certaines stations de vélo en libre service.

## Fréquentation
Dès son lancement, le service compte 2 000 abonnés dont 1 700 pour le libre-service. L'objectif affiché était d'arriver à 20 000 abonnés, libre-service et location longue durée confondus, d'ici 2015.
Après deux mois de fonctionnement, V'Lille compte 80 000 abonnés aux vélos en libre-service et 600 000 locations enregistrées, des chiffres jugés particulièrement bons par les responsables du gestionnaire et de la municipalité lilloise.
Afin de fluidifier le trafic de vélos parfois important en journée et ainsi permettre une rotation rapide des vélos, la ville de Lille, après différents tests a autorisé le passage au feu tricolore, quand il est rouge, des cyclistes voulant tourner à droite ou aller tout droit (carrefours en T).
Afin de pallier le manque de vélo dans le dispositif vélo à longue durée pliant de V'lille face à la demande très forte, en juillet 2014 le département du Nord est le premier département à lancer son propre système de location de vélo pliant basé sur le même système du V'lille.

## Dispositif

### Les bornes
Au 1er janvier 2020, le V'Lille compte 223 stations réparties dans diverses communes. A son lancement, le dispositif en comptait 110.

### Les vélos
Au 1er janvier 2020, le système compte 2 200 vélos en libre-service.

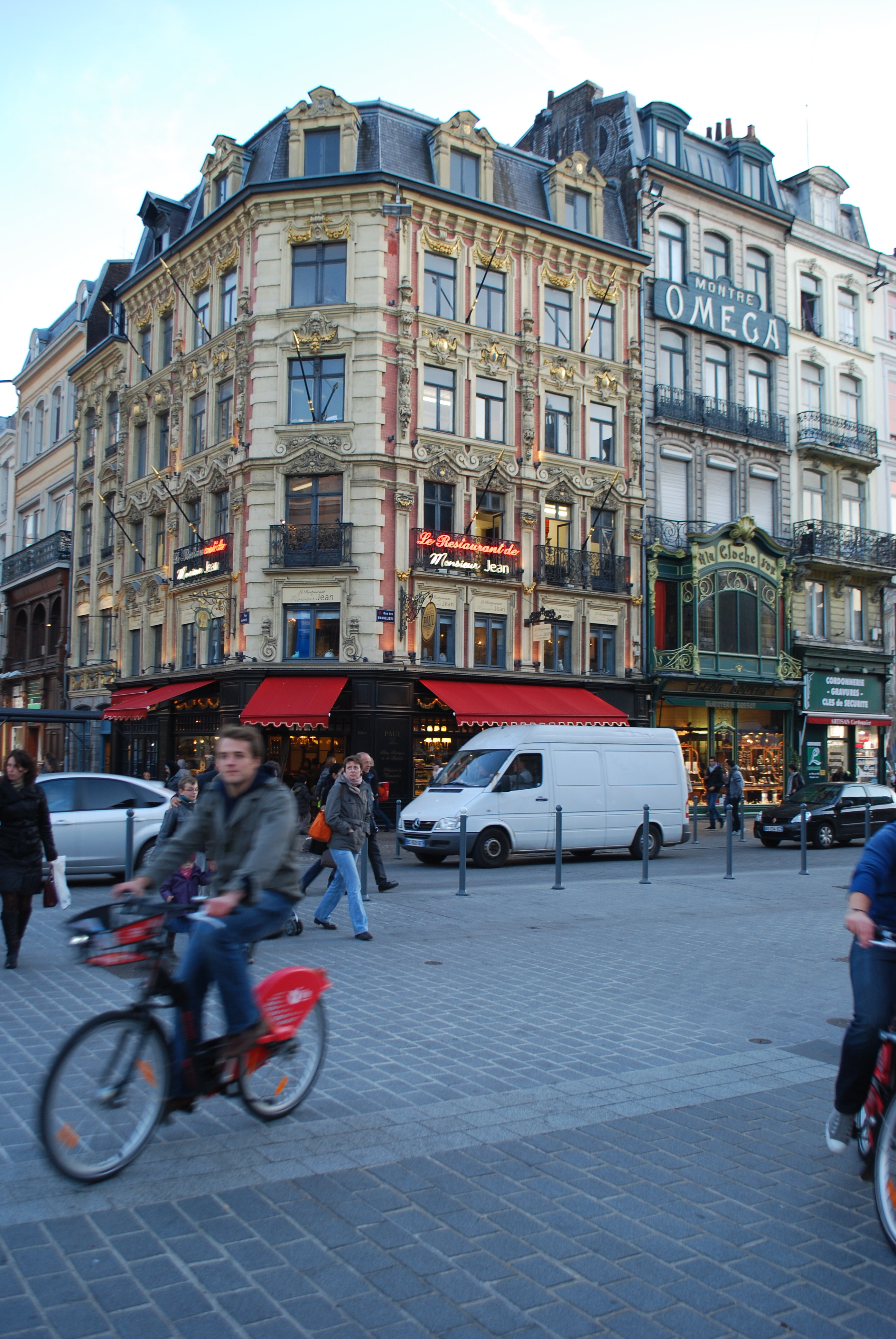
Un V'Lille dans la rue des Manneliers à Lille.

Jusqu'en mars 2018, des vélos en location longue durée étaient également disponible, mais ce service n'est plus proposé depuis le 1er avril 2018 faute d'avoir su trouver un public conséquent.
Les vélos disponibles en libre-service ont un cadre renforcé, un panier, un antivol, deux béquilles et une masse de 24 kg. Ceux en location longue durée étaient moins lourds (21 kg) et étaient équipés d'un porte-bagages, de pneus de ville et d'un panier amovible.
Sous la volonté de Martine Aubry, les V'Lille sont de couleurs rouge et noir, pour rappeler les couleurs de la ville et pour être visibles sur les routes. Les vélos sont des b'Twin, fabriqués à Lille-Fives par la société Oxylane, à la suite d'un partenariat conclu avec Ilévia.

### Gestion de la rareté
La répartition des vélos sur les bornes en libre-service s'effectue par les déplacements des usagers. Des équipes du gestionnaire interviennent également pour renforcer la régulation et éviter que des stations soient pleines ou vides[pertinence contestée].
Pour pallier le problème des stations vides ou pleines et pour éviter un déplacement inutile des utilisateurs, la startup lilloise Optimo-technologies a lancé un site internet, pour prévoir les disponibilités de chaque station sur une heure.

## Controverses

### Sécurité routière
Comme pour le service de vélos en libre-service Vélib', ajouter plusieurs milliers de vélos dans la circulation d'une grande ville pose la question de la sécurité. La communication faite sur ce service rappelle aux futurs usagers de respecter le code de la route.